# Lucifuga teresinarum
Lucifuga teresinarum là một loài cá thuộc họ Bythitidae. Nó là loài đặc hữu của Cuba.